# Listă a organizațiilor internaționale în domeniul economiei
Următoarea listă prezintă o privire de ansamblu și regională asupra organizațiilor internaționale din domeniul economiei.

## Context global

### Toate țările
- BIS Banca băncilor centrale
- ILO Organizația Internațională a Muncii
- Agenția Internațională a Energiei
- FMI
- UNCTAD Conferința Națiunilor Unite asupra Comerțului și Dezvoltării
- Banca Mondială
- WTO Organizația Mondială a Comerțului și urmașele acesteia
  - GATT Acordul general asupra tarifelor și comerțului
  - GATS Acordul general asupra comerțului cu servicii
  - TRIPS Acordul asupra proprietății intelectuale

### Grupe de țări

#### Țări industrializate
- G8 Consultări regulate între șefi de state sau de guverne din șapte dintre cele mai importante țări industrializate (G7 plus Rusia)
- OECD Organizația pentru Cooperare și Dezvoltare Economică

#### Țări în curs de dezvoltare
- Statele ACP State africane, caribice și pacifice, care au încheiat Tratatul Lomé cu UE
- Grupa celor douăzeci (G20) Grupa celor (inițial) 20 de țări în curs de dezvoltare care, în cadrul negocierilor cu WTO și-au îndreptat interesele împotriva statelor industrializate

#### Alte grupe de țări
- Grupa celor mai importante douăzeci de țări industrializate (G20)
- OPEC Organizația țărilor exportatoare de petrol

## Context regional

### Europa
- Acordul Central European al Comerțului Liber (CEFTA) State membre: Croația, Bosnia-Herțegovina, Muntenegru, Serbia, Republica Macedonia, Albania și Republica Moldova.
- Societatea Economică Eurasică (EAEC) State membre: Federația Rusă, Belarus, Kazachstan, Tadjikistan, Kârgâzstan
- EBRD Banca Europeană pentru Reconstrucție și Dezvoltare, așa-zisa "Banca Est-Europeană"
- Uniunea Europeană
  - Societatea Economică Europeană (Premergătoarea UE)
  - Societatea Atomică Europeană (Premergătoarea UE)
  - Uniunea Montană corect: Societatea Europeană pentru Cărbune și Oțel; în 2002 s-a dizolvat și a devenit parte din EU.
- Spațiul Economic European (EWR)
- Asociația Europeană a Comerțului Liber (EFTA)
- Consiliul pentru ajutor economic reciproc (RGW, Comecon) Organizație economică a statelor Pactului de la Varșovia; în 1991 s-a dizolvat
- UNECE Comisia Europeană Regională a ONU pentru Europa

### Africa
- ECOWAS Societatea Economică a Statelor Vest-Africane
- SADC Societatea pentru Dezvoltare Sud-Africană, asocierea a 14 state din sudul Africii

### America
- CAN Societatea Anzilor

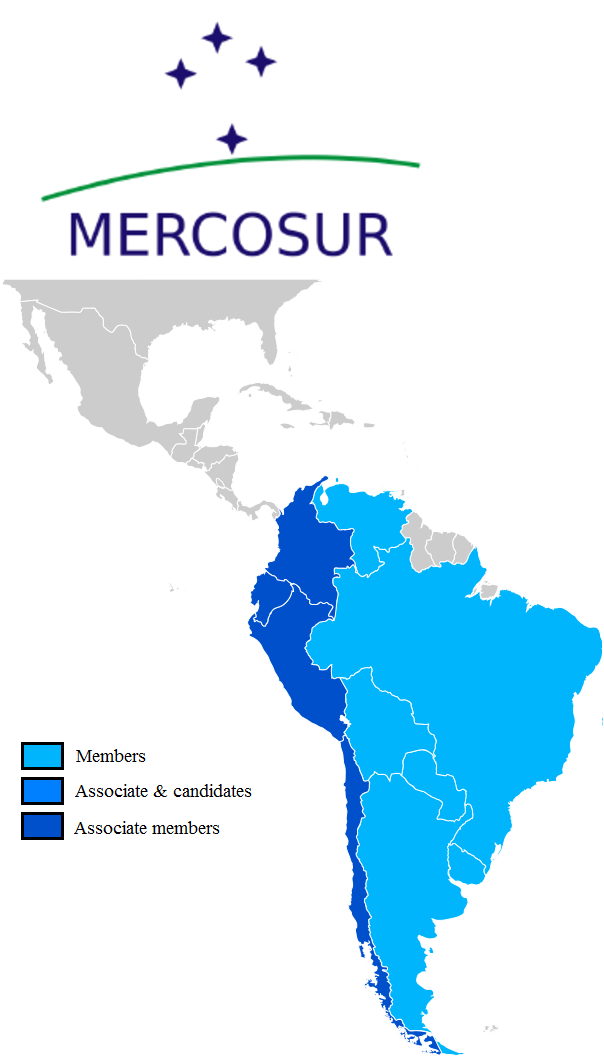
Mercosur

- CARICOM Societatea Caribică, asocierea a 15 state caribice
- CSN Societatea Statelor Sudamericane
- FTAA Zona de Comerț Liber a Americilor, plănuita zonă de comerț liber panamericană
- Mercosur Zonă de Comerț Liber în America de Sud
- NAFTA Zona de Comerț Liber Nordamericană

### Asia și Oceania
- APEC cooperarea degajată a statelor asiatice, oceanice și americane care au ieșire la Oceanul Pacific, cu scopul pe termen lung, de a construi o Zonă de Comerț Liber
- ASEAN Societatea Țărilor din Sudest-Asiatice care negociază în prezent asupra unei Zone de Comerț Liber
- Societatea Economică Eurasică (EAEC) State membre: Federația Rusă, Belarus, Kazachstan, Tadjikistan, Kârgâzstan